# 賦役令
賦役令（ぶやくりょう）は、令の篇目の1つ。養老令では第10番目に位置しており、全39条からなる。

## 概要
「賦」は調・庸などの物による租税、「役」は歳役・雑徭・雇役・仕丁などの肉体労働による労役を示すものである。調・庸の税目・税額と経費配分および身分などによる免除の規定、計帳・義倉・土毛にまつわる規定、封戸などにおける賦課基準・徴収方法などの規定、課役などの免除、丁匠(ちょうしょう。「匠」は職人)の雇役に関する規定、および、諸国の貢献の品に関する規定、雑徭にまつわる規定があり、そのほか、唐などの海外から帰還した場合の課役の免除期間、「孝子順孫」の表彰と課役の免除などについても規定されている。

## 唐令との違い
唐の賦役令では課役についての租税一般という規定であるのに対し、日本の場合は、田租の規定を田令に移すなどの独自の編成がされており、また調の品目に関する細かい規定があり、とりわけ絹・絁・他の物品で代替する場合の量など具体的な記述がなされており、律令制以前の伝統に基づいたものになっている。同時に田令・戸令と一体化したものでもあって、人民を各人ごとに戸籍に公民として登録し、班田収授による生活基盤の安定化をはかるとともに、その代償として良民と賤民の身分的区別をつけ、賤民に支配階級への労働力提供の義務を負わせるものとして機能していた。

### 日本令で削除されている規定
また、唐令では予算編成の制度が導入されて来年度の予算案を皇帝に報告することになっていたが、日本令では財政・納税組織の整備が不十分なためかこうした規定の大半は削除されている。また、唐では中央政府の命令によって必要に応じて州（日本では国に相当）間で財物を移動させること（「外配」）も行われていたが、日本では外配を認めず徴収された租税は全て中央に納めることになっていた。

### 課役の免除規定
また、身分に基づく課役の免除に関しては、唐令では対象とされていた外戚に対する免除や皇族の範疇から外れた皇帝の子孫（唐令では「蔭尽」）に対する労役の免除などが外され、官人の子弟に対する免除の対象も五位以上に限定されている。外戚については光明皇后以前は天皇の后は皇族から出すことを基本としてきたことから外戚の存在が考慮されなかったと考えられ、官人の子弟に関しては日本の蔭位制度を含めて原則的には旧来からの支配者層を温存・再生産するための政策が採られており、免除についてもその原則に基づいたためとみられている。